# Ortheziolacoccus angolaensis
Ortheziolacoccus angolaensis (лат.) — вид мелких пластинчатых червецов семейства Ortheziidae. Эндемик Анголы.

## Распространение
Африка: Ангола.

## Описание
Мелкие пластинчатые червецы, взрослые самки имеют длину 2,3 мм и ширину 1,7 мм. Усики состоят из 3 члеников. Сверху спина самок покрыта восковыми пластинками. Обнаружены на листьях, питаются соками растений. Вид был впервые описан в 1999 году под венгерскими энтомологами Ференцем Кошаром и Сюзанной Кончне Бенедикти (Ferenc Kozár, Zsuzsanna Konczné Benedicty; Plant Protection Institute, Centre for Agricultural Research, Hungarian Academy of Sciences, Будапешт, Венгрия) под первоначальным названием Ortheziola angolaensis Kozár, Konczné Benedicty, 1999. Таксон включён в состав рода Ortheziolacoccus Kozár, 2004 вместе с видами O. barrosmachadoi, O. benedictyae, O. demeteri, O. fercsii, O. ethiopiensis, O. giliomeei, O. jermyi, O. madecassa, O. mahunkai, O. millari, O. multisetosus, O. nelliae, O. saringeri, O. williamsi и другими